# سیب سرخ

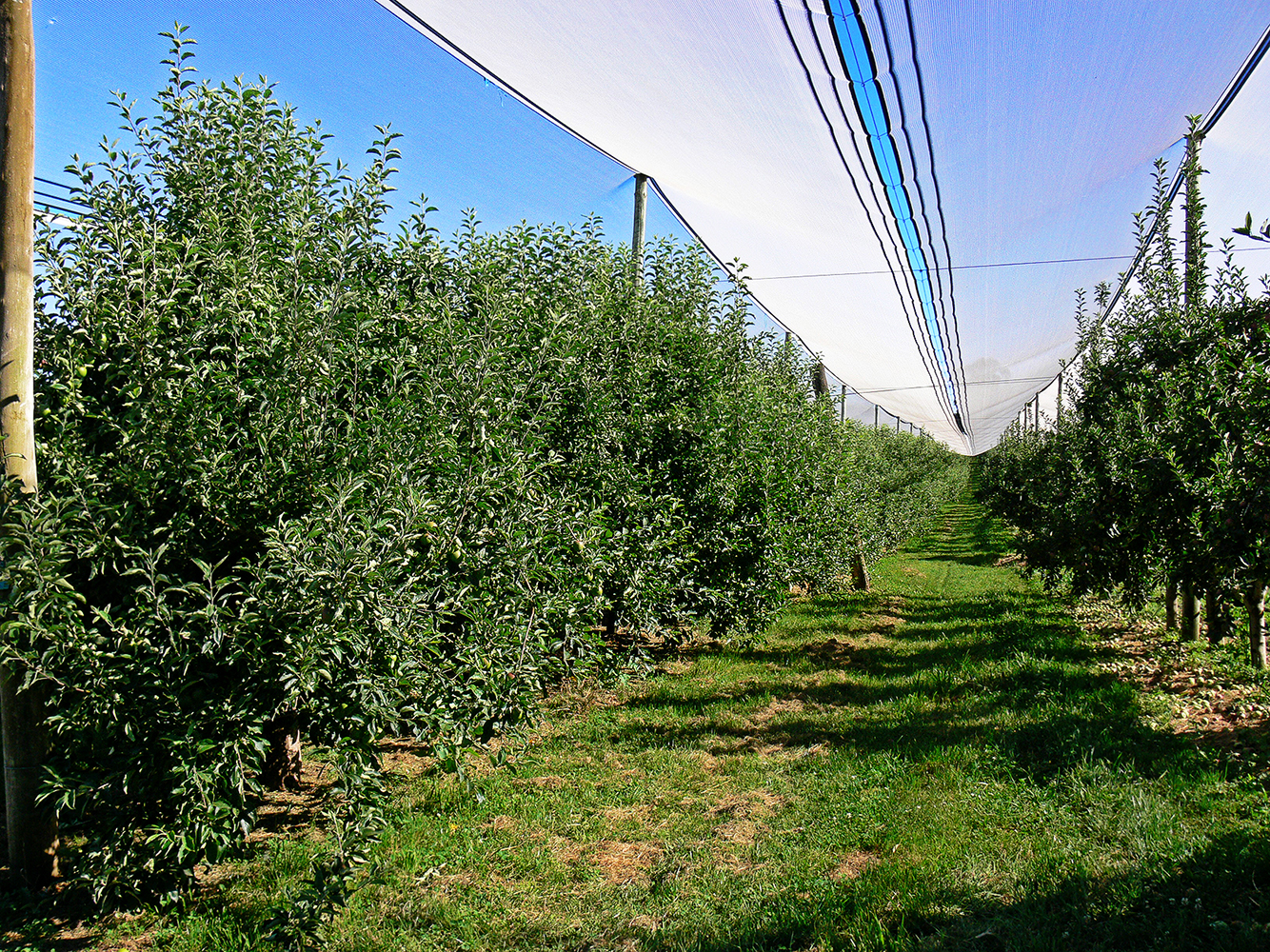
ردیفی از درختان سیب سرخ

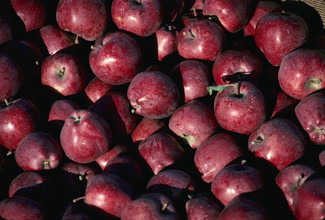
توده‌ای از سیب‌های سرخ

سیب سرخ، سیب قرمز یا سیب خوشمزه یک نوع تاگ‌سازی  از درخت سیب است که از اصلاح نژادی حاصل شده‌است. از این نوع سیب ۵۰ رقم موجود است. اصل این سیب از شهرستان مادیسون، ایالت آیووا واقع در آمریکا می‌باشد که در سال ۱۸۸۰ میلادی برداشت گردید.